# Biserica fortificată din Șura Mare
Biserica evanghelică fortificată din Șura Mare, județul Sibiu, a fost construită în secolul al XIII-lea. Biserica figurează pe lista monumentelor istorice 2010, cod LMI SB-II-a-A-12565 cu următoarele obiective:
- Biserica evanghelică, cod LMI SB-II-m-A-12565.01, prima jumătate a secolului al XIII-lea - secolul al XV-lea, 1497, 1643, secolul al XIX-lea;
- Casa parohială evanghelică, cod LMI SB-II-m-A-12565.02, secolul al XIII-lea - XIX-lea.

## Istoric
În 1494 Șura Mare a primit din partea celor Șapte Scaune și a Scaunului Sibiului ajutoare pentru reconstrucția bisericii.

## Biserica
Vechea biserică catolică, distrusă de către armatele turcești în 1493, făcea parte din grupul unui vechi tip de bazilici construite în secolul al XIII-lea, stil foarte răspândit în zona Sibiului. Avest fapt este confirmat de prezența absidiolelor estice ale navelor laterale, oarecum asemănătoare cu cele din Cisnădioara, Cisnădie și mai ales a celei de la Gușterița. Bazilica romanică avea hramul Fecioarei Maria. Construcția este deosebit de lungă, ea având în capătul vestic al navei centrale o clopotniță cu trei etaje. Clopotnița este deschisă la parter similar unui portic boltit în cruce. Corul este acoperit cu o boltă în cruce și prezintă o absidă semicirculară. Nava centrală avea odinioară tavanul plat. Strana de lemn pictat cu elemente florale, din cor, este datată în anul 1715. Amvonul din anul 1716, altarul neogotic din 1903 și cristelnița din marmură din 1758.
Deasupra corului există o fereastră care are, în partea superioară a ei, o inscripție care atestă terminarea primei reconstrucții în anul 1497. Clopotnița a fost separată de interiorul bisericii și traveele vestice ale navelor laterale au fost eliminate. Accesul la catul al treilea se făcea prin intermediul unui turnuleț alipit laturii sudice. S-a construit, de asemenea, o boltă în cruce la nivelul al doilea, pentru o protectie eficientă contra incendiilor. Tot acum, s-au adăugat două etaje turnului, la ultimul cat fiind amplasate clopotele, deasupra lor fiind amplasat drumul de strajă ce era sprijinit pe console din lemn. Tavanul plat al navei centrale a fost înlocuit cu o boltă semicilindrică prevăzută cu penetrații, bolta fiind construită la o înălțime inferioară poziției tavanului demolat. Acest lucru a determinat înălțarea pereților navei cu circa doi metri și deschiderea unor metereze. Corul a fost flancat exterior de contraforți și s-a demolat absida semicirculară. În final, bolta corului prevăzută cu penetrații se deschide către nava centrală, ea fiind mult mai înaltă. În 1563 s-a terminat construcția bastionului de deasupra corului, acesta având consolele similare cu biserica fortificată din Boz, ale cărei lucrări de refacere s-au terminat cu 40 de ani mai devreme. Accesul în bastion se facea prin clopotnița vestică și prin podul bisericii. Deasupra intrării prin portalul sudic, s-a construit pentru o mai bună apărare, un turn de flancare asemănător cu cele ale bisericii fortificate din Cisnădie și bisericii fortificate din Șeica Mică.
În a treia etapă de construcție, în anul 1854, o dată cu terminarea invaziilor turcești, clopotnița a fost refăcută prin demolarea drumului de strajă și adăugarea unui nou nivel. Acoperișul a fost și el reconstruit. Turnul a fost dotat cu un orologiu cu patru cadrane, pe toate cele patru laturi, ceas care funcționează și în ziua de astăzi. De asemenea toate picturile gotice au fost înlăturate, urme ale acestora au mai rămas pe partea nordică a altarului.
Orga bisericii a fost construită în anul 1807 de Melchior Achxs. Instrumentul este neîngrijit, dezacordat, atacat de carii de lemn. Motorul nu funcționează, dar, surprinzător, foalele sunt în bună stare și etanșe.
Casa parohială din Mercheașa prezintă elemente arhitectonice caracteristice stilului romanic târziu, fapt care duce la ideea că ea a fost folosită și cu destinația de mănăstire.
Cheia bisericii este la Maria Späck, Șura Mare, Str. Principală, nr. 245.

## Fortificatia
Din incinta care va fi înconjurat odinioară biserica nu s-au mai păstrat decât un turn de apărare și două fragmente de zid.

## Imagini

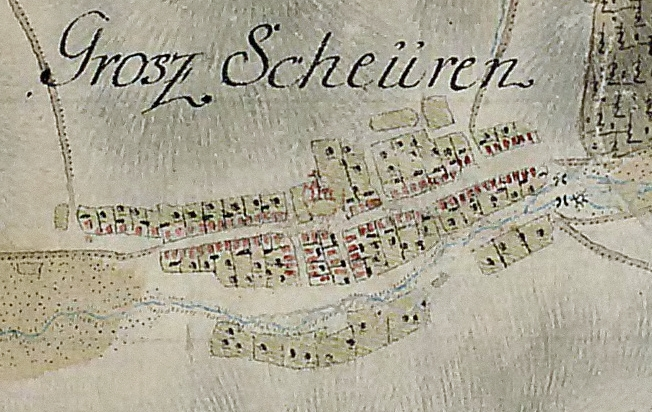
Şura Mare şi biserica în hărţile iozefine ale Transilvaniei
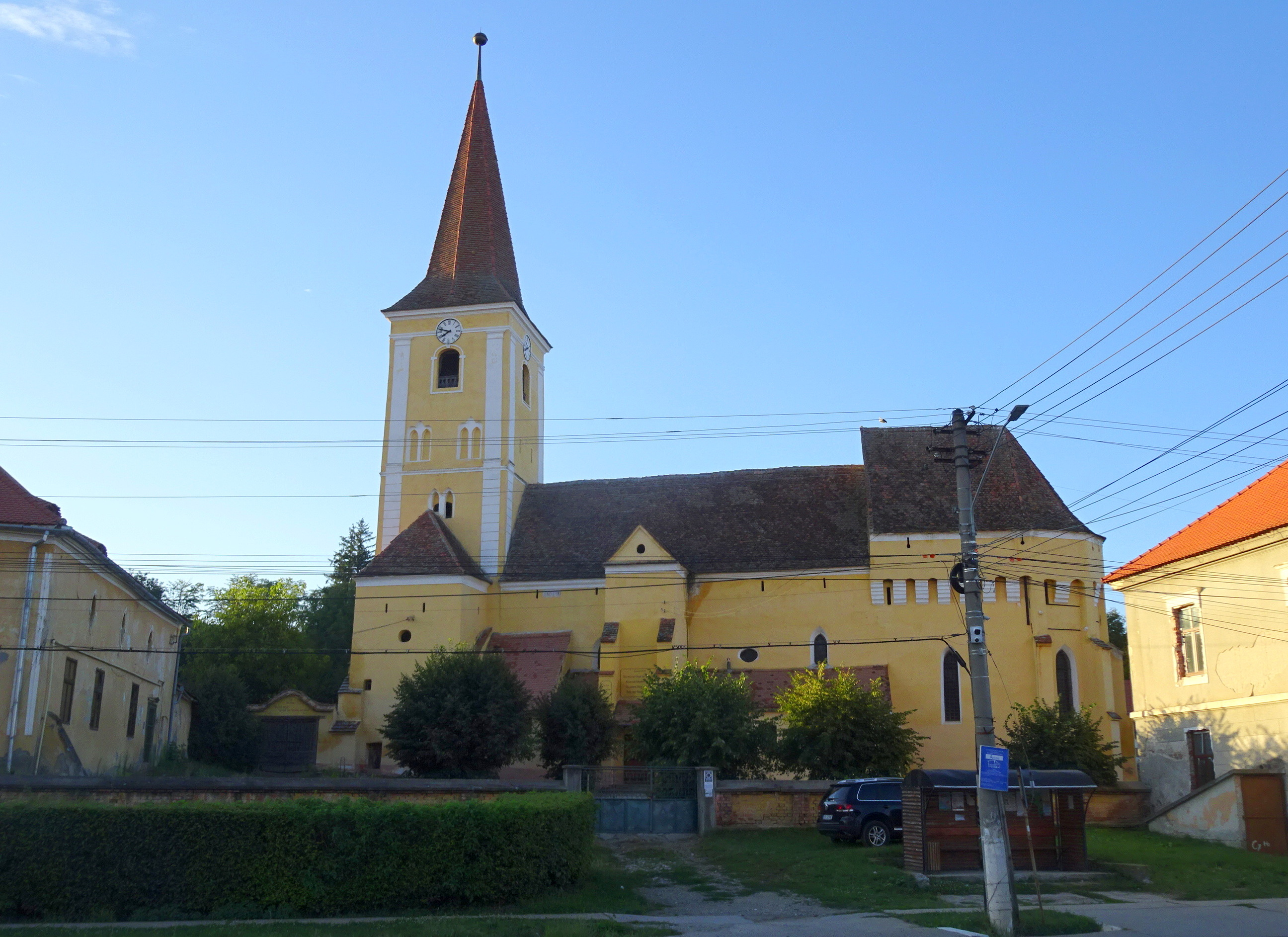
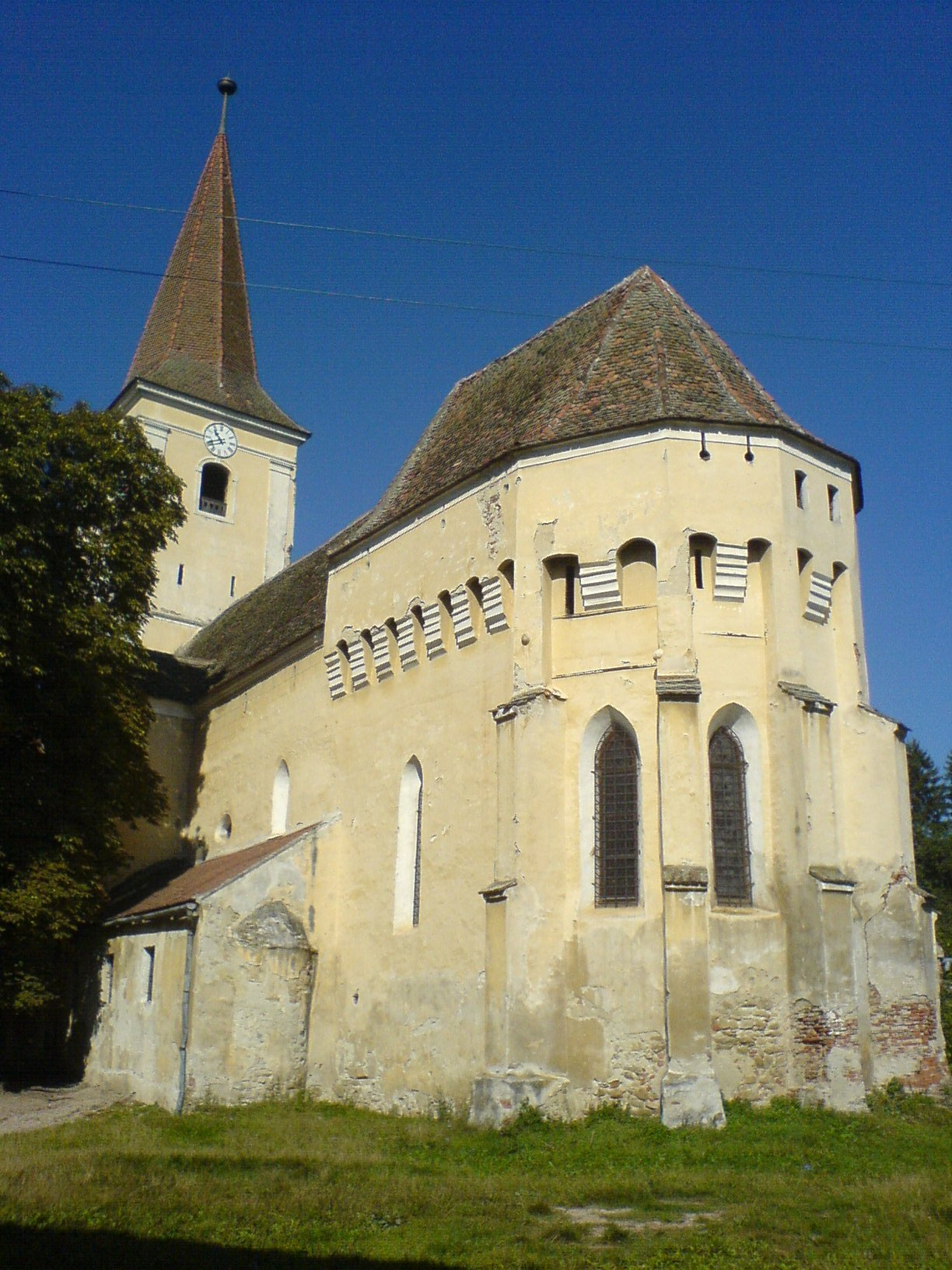
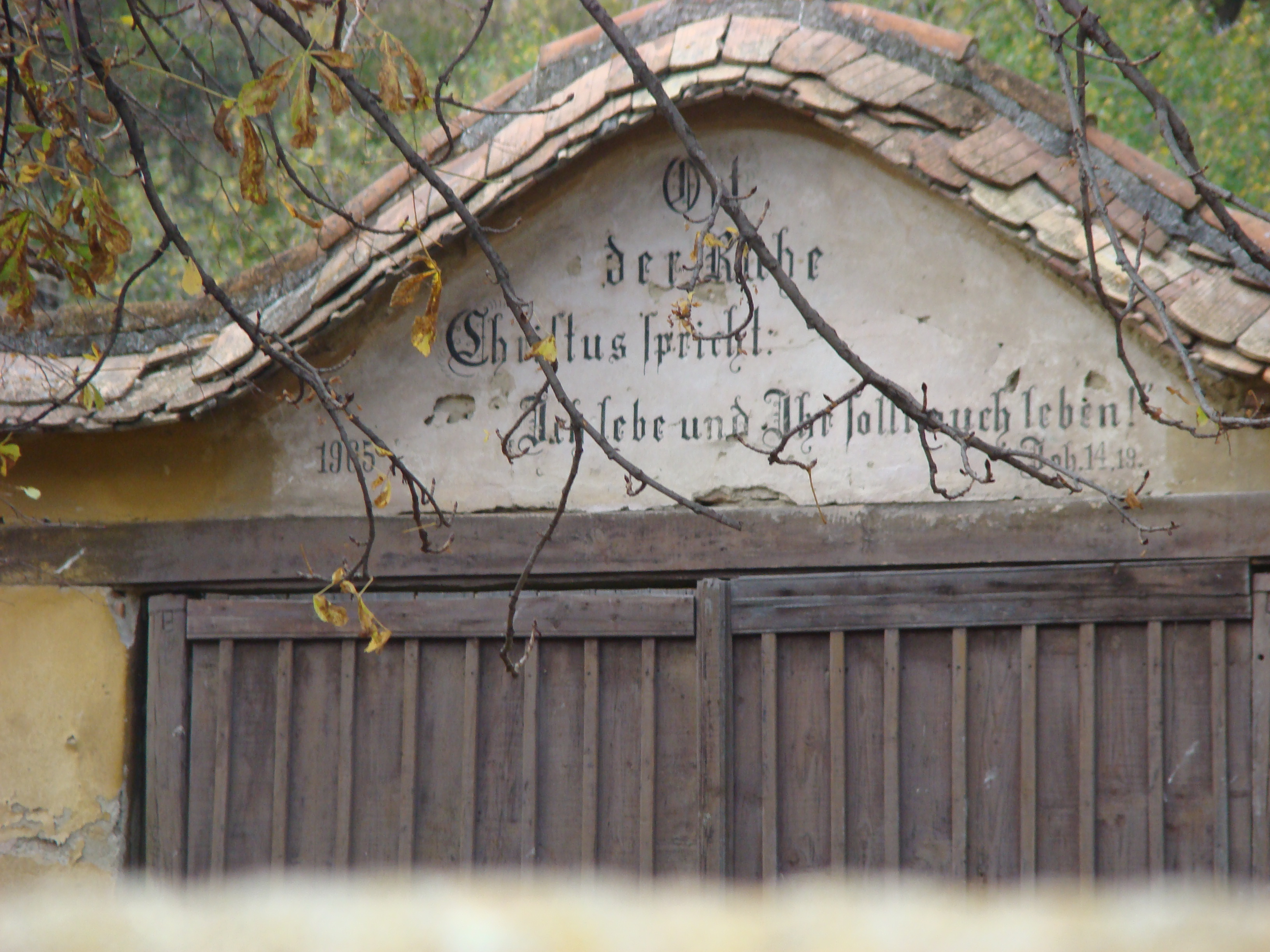
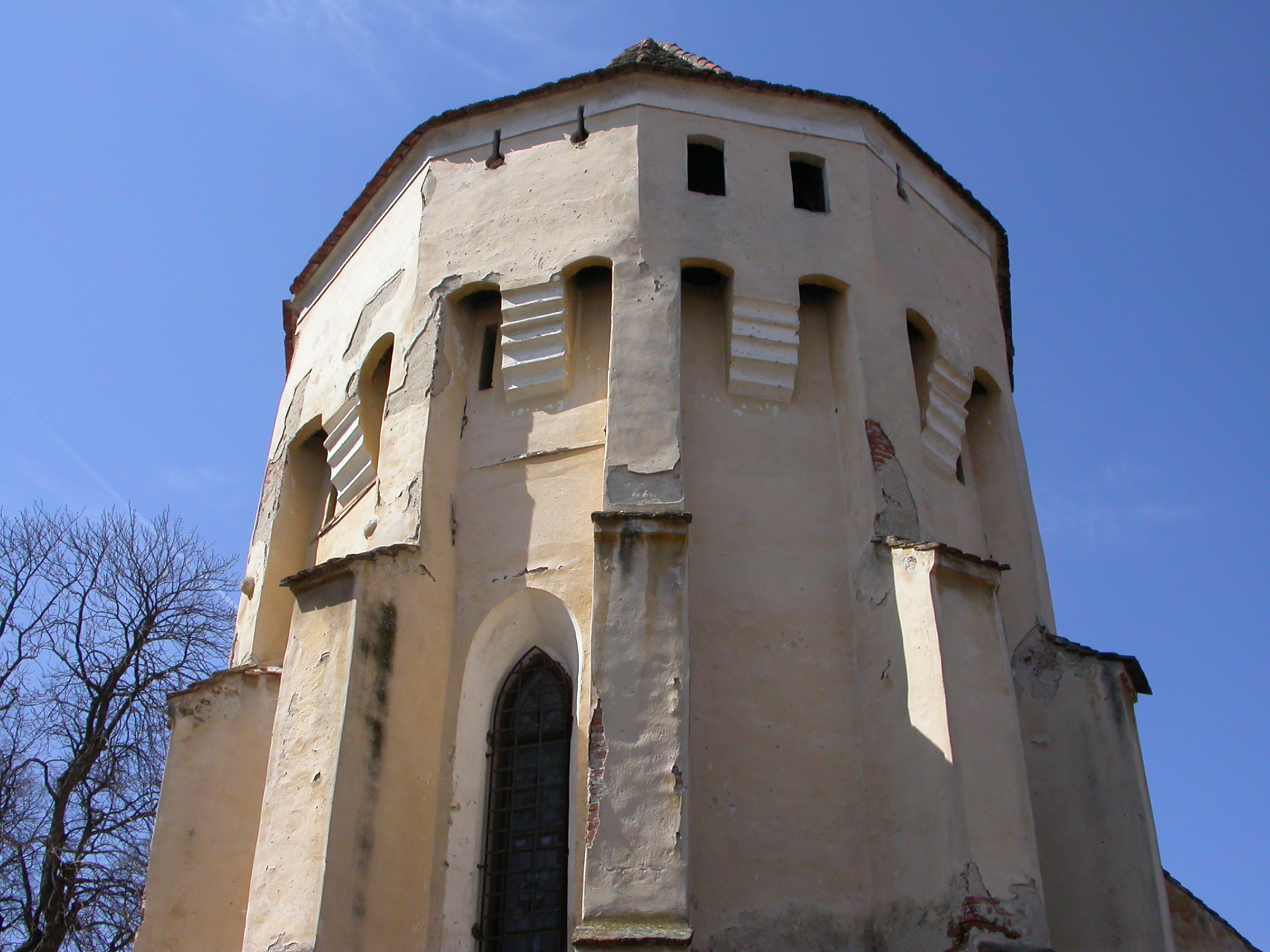
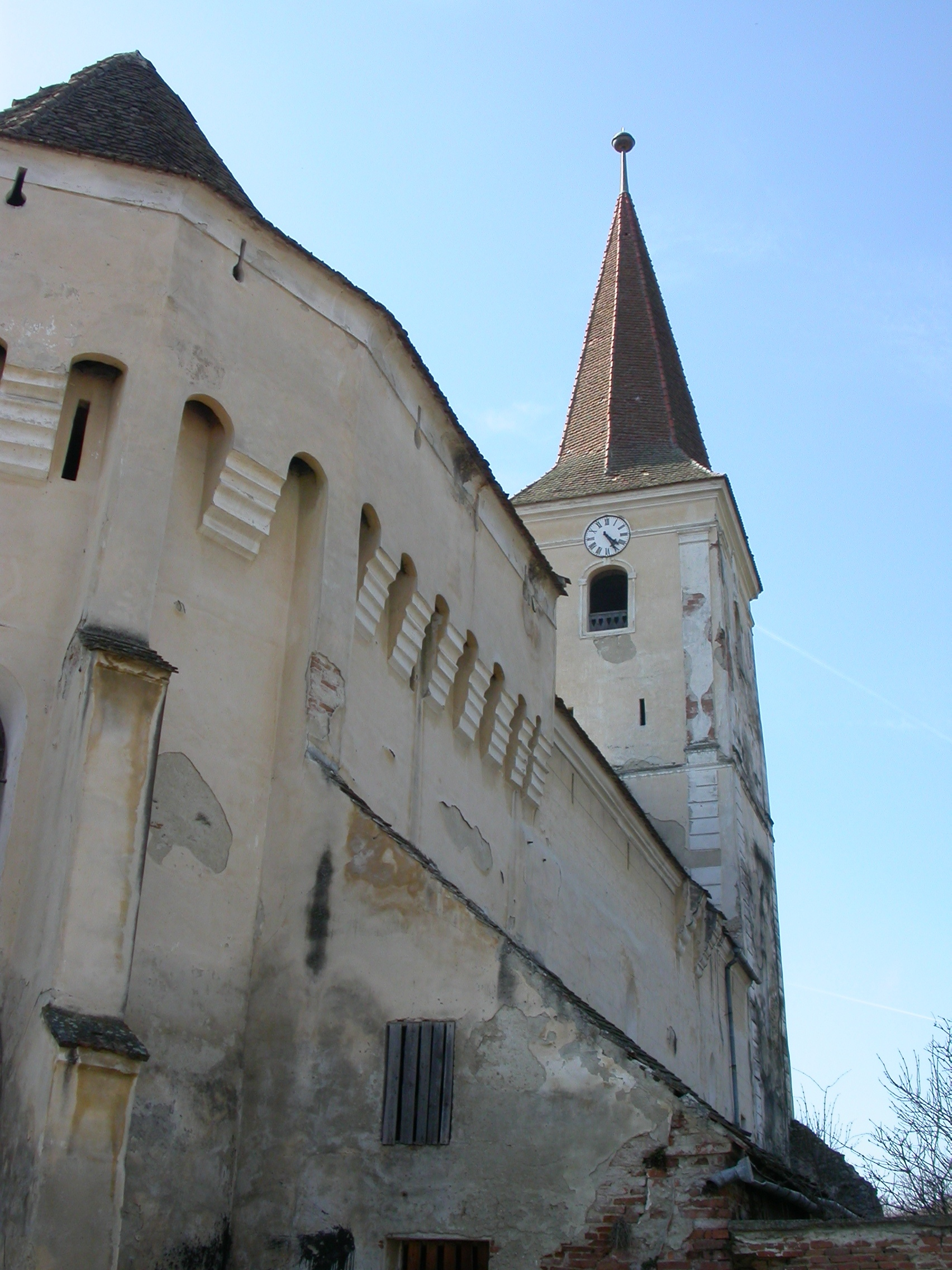
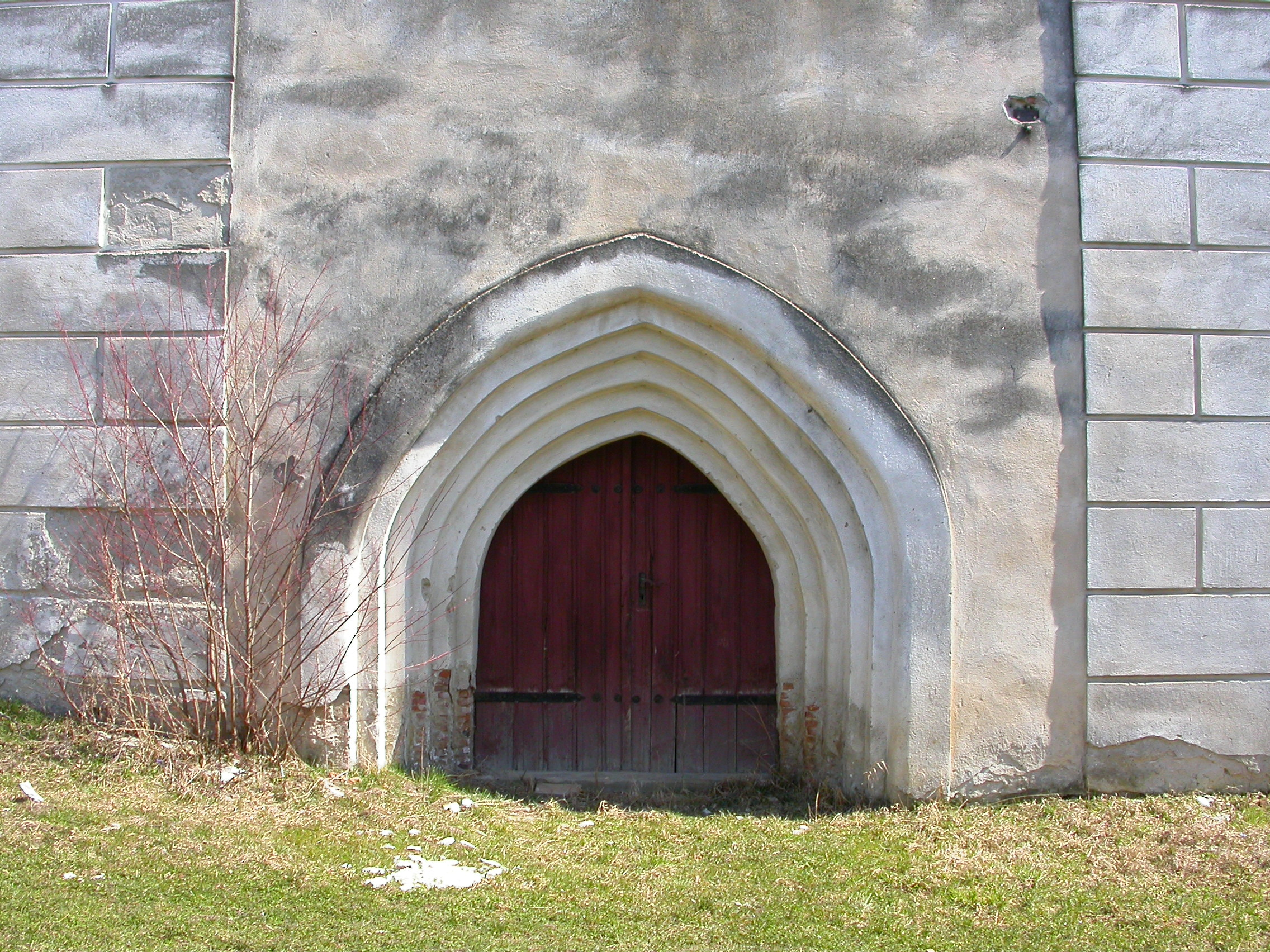
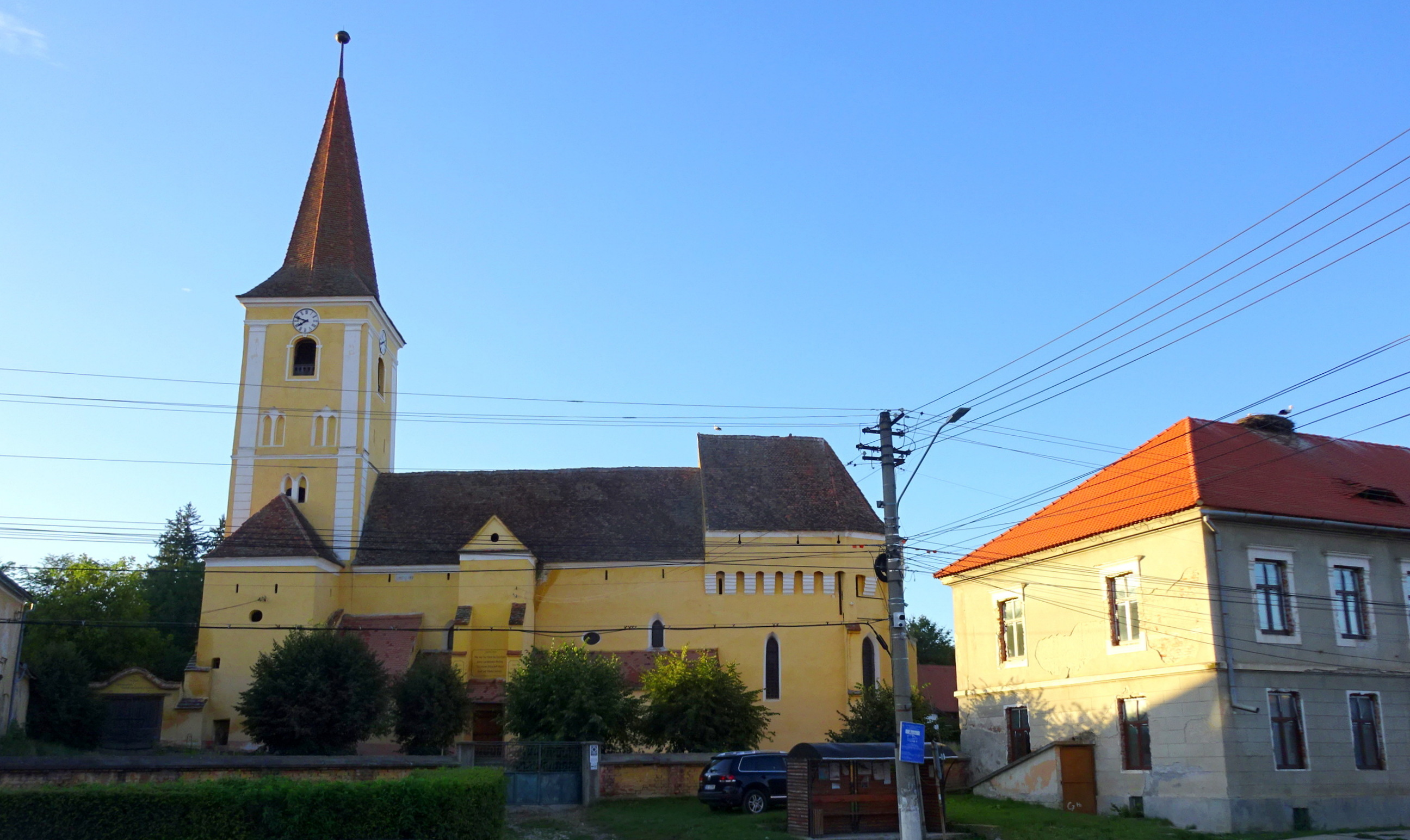
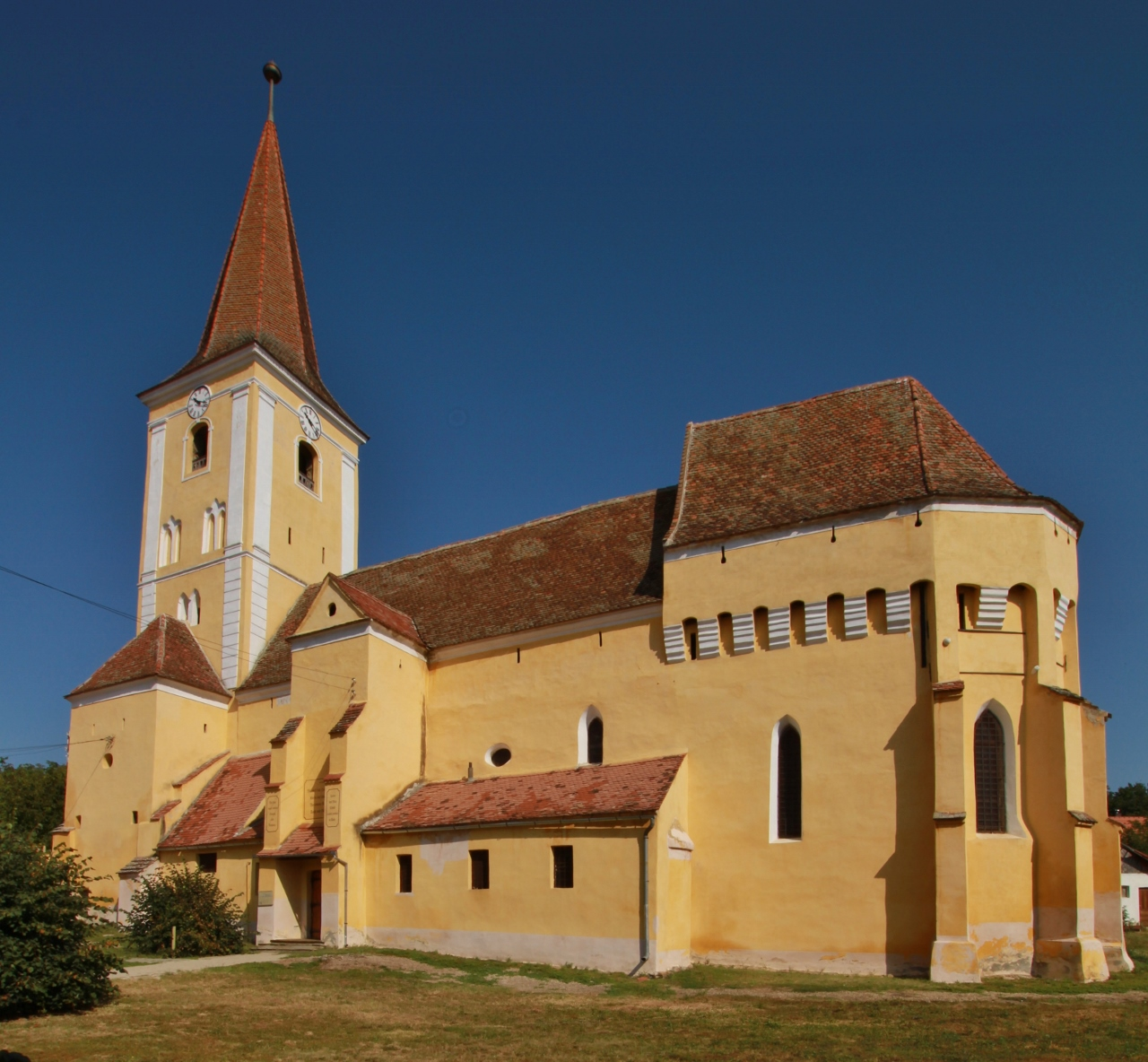
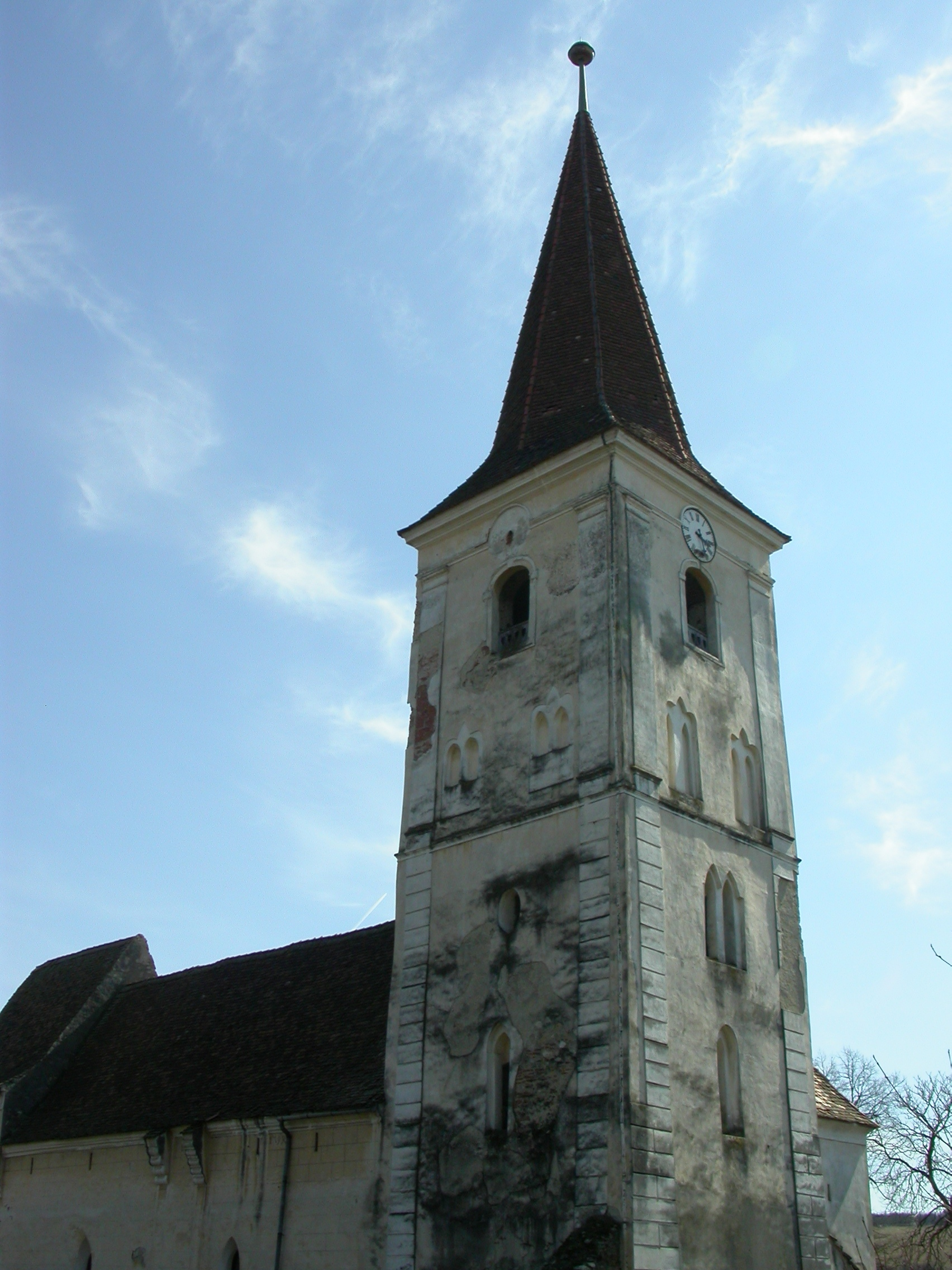
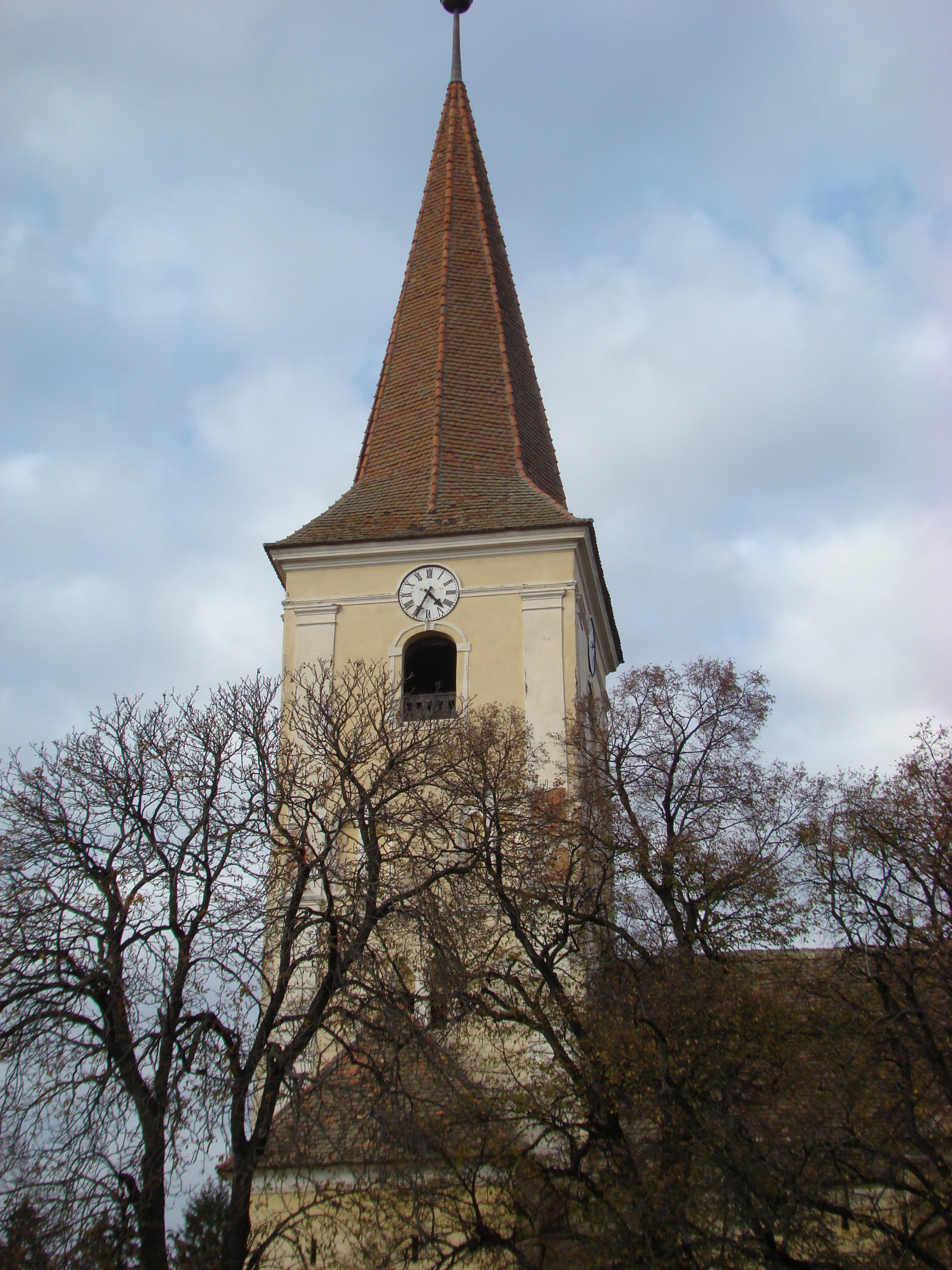
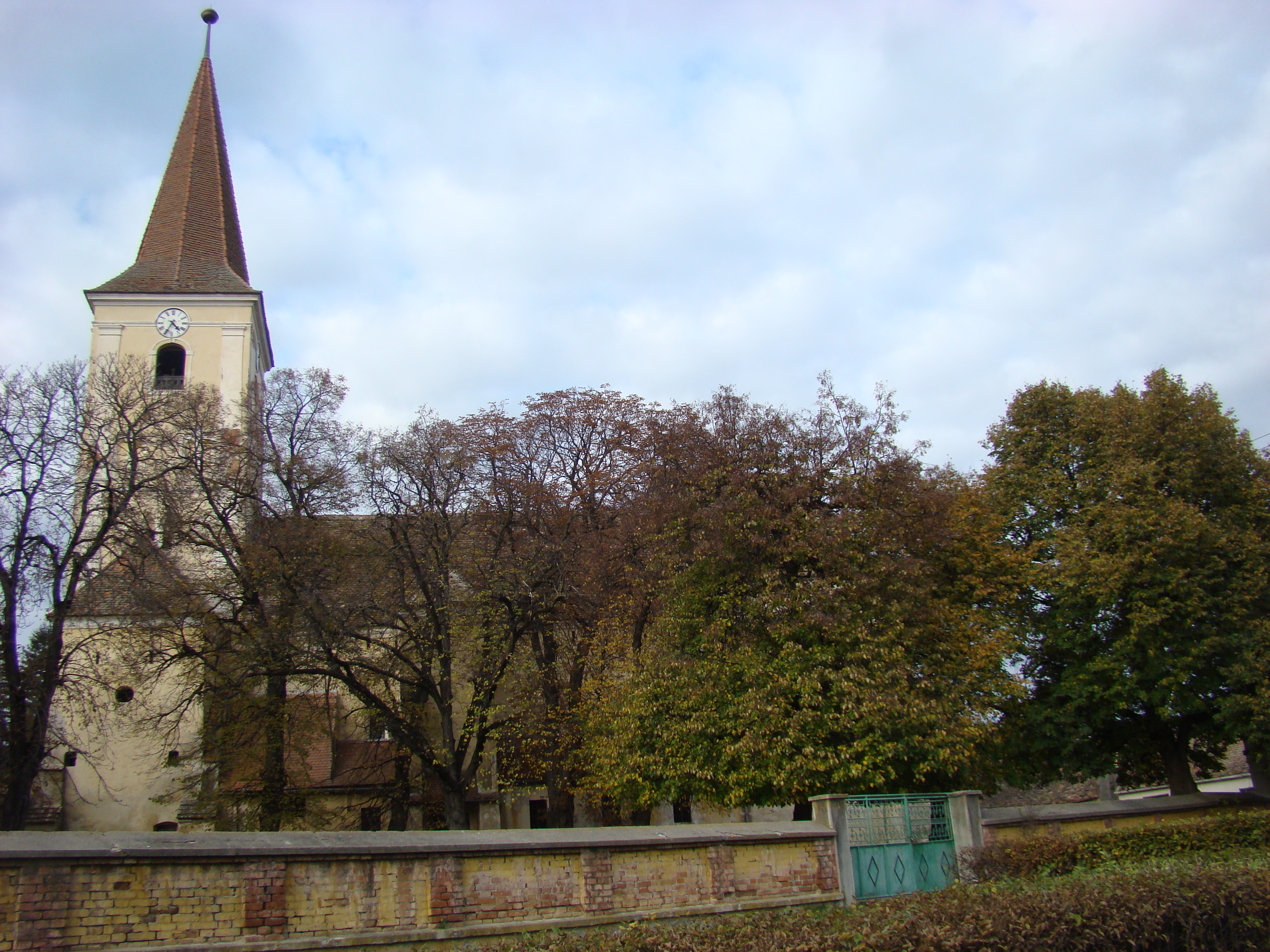
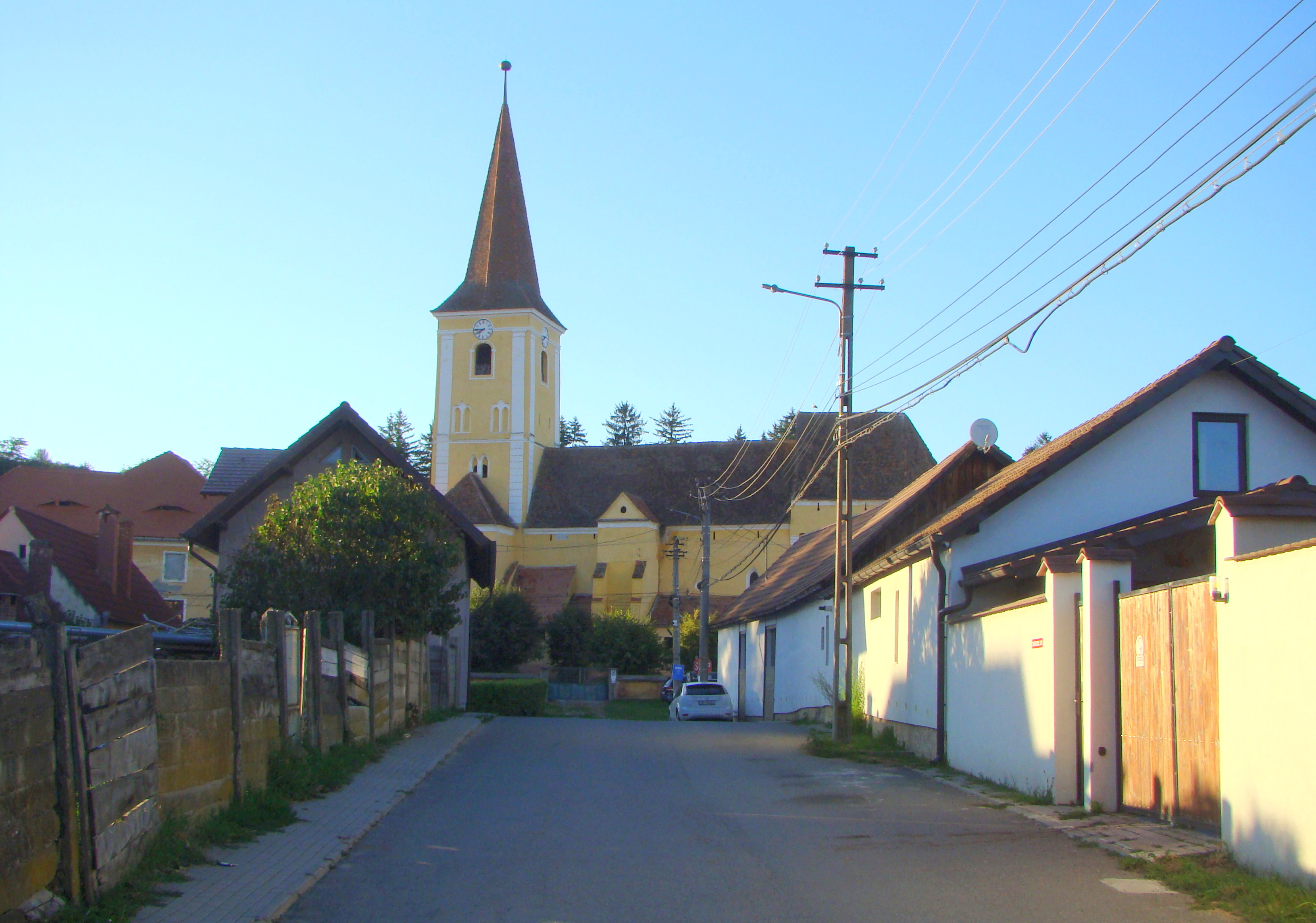